# Alejandro Giacomán
Alejandro Giacomán es un compositor e ingeniero de grabación mexicano. Estudió en la Dick Grove School of Music en Los Angeles California.

## Música para cine
Ha compuesto la música para 63 películas con diversas productoras. Recibió dos premios Ariel de la Academia Mexicana de Ciencias y Artes Cinematográficas, uno en 2008 por el score de Quemar las naves (película) (2007), dirigida por Francisco Franco Alba, que fue grabado con la Orquesta Sinfónica de Aguascalientes, y el otro en 2011 por Hidalgo, la historia jamás contada (2010), dirigida por Antonio Serrano, e interpretado por la Orquesta Sinfónica de San Luis Potosí, además de otras tres nominaciones por La Mujer de Benjamín (1992), Desiertos Mares (1994) y En el Aire (1995). Entre sus últimas colaboraciones para cine se encuentran Matando Cabos (2004), Volverte a ver (película) (2008, nominada a la Diosa de Plata de PECIME), El sueño de Iván (España, 2011), Morgana (2012, nominada a la Diosa de Plata), El efecto tequila (2011, nominada en el Festival Pantalla de Cristal), Morelos (película) (2012) y Obediencia Perfecta (2014).

## Otros trabajos
Su crédito como compositor aparece también en 15 Cortometrajes, 21 documentales, 18 programas de televisión, entre los que destacan Tony Tijuana (1991), la serie Trece Miedos (2007), Cásate conmigo mi amor (2013) y Horario Estelar (2023), más de 94 comerciales y 18 obras de teatro entre las que destacan Un tranvía llamado deseo (1996), Todos eran mis hijos (2009), Juegos siniestros (2010) y Misery (2011). También ha participado en más de cien discos de diversos géneros musicales con distintas funciones: productor, tecladista, arreglista, compositor, ingeniero, editor, programador de tracks interactivos y masterización.

## Discografía
| Título                                  | Año    |
| --------------------------------------- | ------ |
| Ciudades del México Antiguo             | (1998) |
| Quemar las naves (película)             | (2008) |
| Volverte a ver (película)               | (2008) |
| Hidalgo, la historia jamás contada      | (2010) |
| Cuatro casas allá (cuarteto de cuerdas) | (2013) |
| Morelos (película)                      | (2013) |
| Obediencia perfecta                     | (2014) |
| Por mis bigotes                         | (2015) |
| Amelia                                  | (2022) |
| Escenas para piano                      | (2022) |
| Horario Estelar                         | (2023) |

## La próxima vez que vengas
En noviembre de 2018 presentó en La Feria Internacional del Libro de Guadalajara, en el stand de la Secretaría de Cultura, su novela de ficción La próxima vez que vengas, que se desarrolla en los años 80, la época de sus inicios en la música como rocanrolero.